# 白戸健嗣
白戸 健嗣（しらと けんじ、1968年2月 - ）は、埼玉県出身の実業家。武蔵大学経済学部卒。東芝ライフスタイル代表取締役。

## 経歴
- 1991年（平成3年）　株式会社東芝　入社
- 2018年（平成30年）東芝ライフスタイル株式会社　執行役員
- 2021年（令和2年）　同社　取締役
- 2024年（令和6年）　同社　代表取締役社長